# Comme ci comme ça
Ne doit pas être confondu avec Comme ci, comme ça ou Comme si, comme ça.
Singles de Titouan Hervo
Ta voix
(2024)
Clip vidéo
[vidéo] « Comme ci comme ça », sur YouTube
Chansons représentant la France au Concours Eurovision de la chanson junior
Cœur
(2023)
Comme ci comme ça est une chanson écrite et composée par Marie Bastide et Malo' et interprétée par Titouan.
Elle représente la France au Concours Eurovision de la chanson junior 2024 à Madrid où elle se classe 4e.

## Genèse
D'une durée de 2 minutes et 55 secondes, la chanson est écrite par Marie Bastide (qui a écrit pour de nombreux artistes français comme Anggun, Florent Pagny ou encore Calogero) et composée par Malo',. Le clip a été tourné à Paris-Gare-de-Lyon, là où Titouan a tourné sa première vidéo qui a marché,,. Une première version avec les paroles seulement sort le 18 septembre 2024 puis le clip officiel est révélé quelques semaines plus tard le 10 octobre 2024.
Les thèmes traités par la chanson sont l’amour et la tolérance. À propos du message de la chanson, Titouan déclare : « Le message de cette chanson est très beau. Ça parle du fait d’accepter nos différences malgré le jugement des autres. C’est un message d’amour, de tolérance, qui unit les gens ».

## Eurovision junior 2024

### Annonce et sortie de la chanson
Le 18 septembre 2024, la cheffe de la délégation française et directrice des divertissements et des jeux à France Télévisions Alexandra Redde-Amiel annonce que Titouan a été choisi pour représenter la France au Concours Eurovision de la chanson junior 2024 à  Madrid avec son titre Comme ci, comme ça , information confirmée ensuite par Titouan,. Sa chanson est décrite par France Télévisions comme « un hymne qui rassemble dans la tolérance et l'amour »,.

### Passage à l’Eurovision
La chanson passe en 6e position, entre Chypre et la  Macédoine du Nord. La chanson se classe 3e des votes des jurys avec 103 points et 4e des votes des téléspectateurs avec 74 points et termine 4e du concours avec 177 points,.
La chanson obtient les scores suivant par les membres du Jury:
| Nombre de Points | Pays                                   |
| ---------------- | -------------------------------------- |
| 12               | Aucun                                  |
| 10               | Arménie • Géorgie • Irlande • Pays-Bas |
| 8                | Allemagne                              |
| 7                | Italie • Pologne • Saint-Marin         |
| 6                | Ukraine                                |
| 5                | Albanie • Espagne • Malte              |
| 4                | Estonie • Portugal                     |
| 3                | Macédoine du Nord                      |
| 2                | Chypre                                 |
| 1                | Aucun                                  |